# Борколдой
Борколдо́й (кирг. Борколдой тоо) — горный хребет во Внутреннем Тянь-Шане, в юго-восточной части Кыргызстана.
Протяжённость хребта составляет около 100 км. Средняя высота — 4300 м, максимальная отметка (в западной части) — 5049 м. На северном склоне имеется значительное оледенение. Хребет сложен кристаллическими сланцами, мраморами и гранитами. На склонах преобладает полупустынная растительность, выше — скалы и осыпи с разреженной ксерофитной растительностью.